# Robert Hägg
Robert Hägg (* 8. února 1995 Uppsala) je profesionální švédský hokejový obránce momentálně hrající v týmu Henderson Silver Knights v AHL. V roce 2013 byl draftován ve 2. kole jako 41. celkově klubem Philadelphia Flyers.

## Statistiky

### Klubové statistiky
| Sezóna      | Klub                   | Soutěž      |     | Základní část | Základní část | Základní část | Základní část | Základní část |   | Play off | Play off | Play off | Play off | Play off |
| Sezóna      | Klub                   | Soutěž      | Z   | G             | A             | B             | TM            | Z             | G | A        | B        | TM       |          |          |
| 2013/14     | Modo Hockey            | SHL         | 50  | 1             | 5             | 6             | 47            | 2             | 0 | 0        | 0        | 4        |          |          |
| 2013/14     | Adirondack Phantoms    | AHL         | 10  | 1             | 3             | 4             | 10            | —             | — | —        | —        | —        |          |          |
| 2014/15     | Lehigh Valley Phantoms | AHL         | 69  | 3             | 17            | 20            | 42            | —             | — | —        | —        | —        |          |          |
| 2015/16     | Lehigh Valley Phantoms | AHL         | 65  | 5             | 6             | 11            | 42            | —             | — | —        | —        | —        |          |          |
| 2016/17     | Lehigh Valley Phantoms | AHL         | 58  | 7             | 8             | 15            | 48            | 5             | 0 | 1        | 1        | 0        |          |          |
| 2016/17     | Philadelphia Flyers    | NHL         | 1   | 0             | 0             | 0             | 0             | —             | — | —        | —        | —        |          |          |
| 2017/18     | Philadelphia Flyers    | NHL         | 70  | 3             | 6             | 9             | 32            | 2             | 0 | 0        | 0        | 0        |          |          |
| 2018/19     | Philadelphia Flyers    | NHL         | 82  | 5             | 15            | 20            | 63            | —             | — | —        | —        | —        |          |          |
| 2019/20     | Philadelphia Flyers    | NHL         | 49  | 3             | 10            | 13            | 30            | 12            | 0 | 3        | 3        | 6        |          |          |
| 2020/21     | Philadelphia Flyers    | NHL         | 34  | 2             | 3             | 5             | 18            | —             | — | —        | —        | —        |          |          |
| 2021/22     | Buffalo Sabres         | NHL         | 48  | 1             | 7             | 8             | 25            | —             | — | —        | —        | —        |          |          |
| 2021/22     | Florida Panthers       | NHL         | 16  | 0             | 1             | 1             | 10            | —             | — | —        | —        | —        |          |          |
| 2022/23     | Detroit Red Wings      | NHL         | 38  | 2             | 5             | 7             | 26            | —             | — | —        | —        | —        |          |          |
| 2023/24     | Anaheim Ducks          | NHL         | 5   | 0             | 0             | 0             | 4             | —             | — | —        | —        | —        |          |          |
| 2023/24     | San Diego Gulls        | AHL         | 47  | 3             | 9             | 12            | 38            | —             | — | —        | —        | —        |          |          |
| NHL celkově | NHL celkově            | NHL celkově | 343 | 16            | 47            | 63            | 208           | 14            | 0 | 3        | 3        | 6        |          |          |

### Reprezentační statistiky
| Rok                       | Tým                       | Soutěž                    | Z  | G | A  | B  | TM |
| ------------------------- | ------------------------- | ------------------------- | -- | - | -- | -- | -- |
| 2012                      | Švédsko 18                | Hlinka Gretzky Cup        | 4  | 3 | 2  | 5  | 35 |
| 2013                      | Švédsko 20                | MSJ                       | 5  | 1 | 1  | 2  | 0  |
| 2013                      | Švédsko 18                | MS18                      | 5  | 1 | 3  | 4  | 12 |
| 2014                      | Švédsko 20                | MSJ                       | 7  | 1 | 0  | 1  | 12 |
| 2015                      | Švédsko 20                | MSJ                       | 7  | 0 | 2  | 2  | 2  |
| 2019                      | Švédsko                   | MS                        | 8  | 0 | 0  | 0  | 4  |
| Juniorská kariéra celkově | Juniorská kariéra celkově | Juniorská kariéra celkově | 34 | 8 | 12 | 20 | 77 |
| Seniorská kariéra celkově | Seniorská kariéra celkově | Seniorská kariéra celkově | 8  | 0 | 0  | 0  | 4  |